# Distribución de válvula (máquina de vapor)

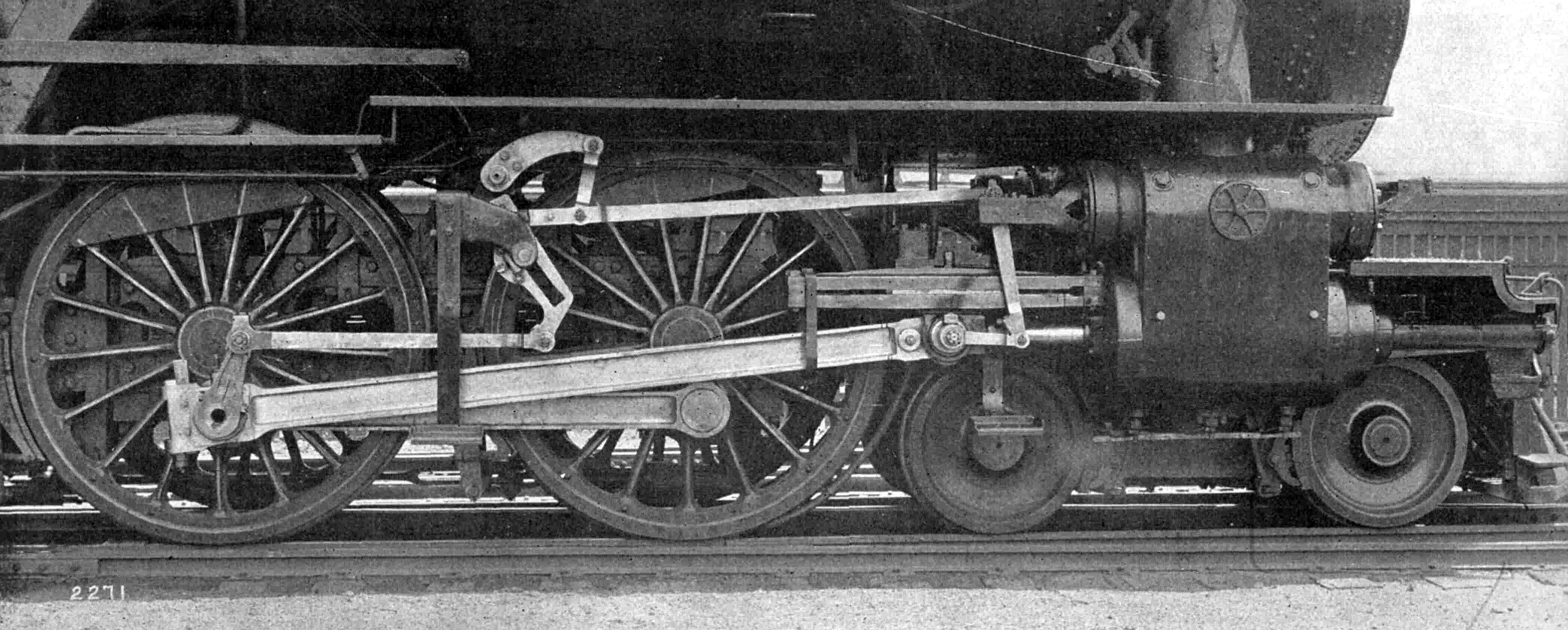
Mecanismo de distribución tipo Walschaerts en una locomotora de vapor.

En mecánica, la distribución de válvula de una máquina de vapor, es el mecanismo que acciona la válvula que regulan el paso del vapor de agua a los cilindros. 
En las máquinas de vapor tradicionales el paso de vapor desde el generador al cilindro se hacía a través de un colector y el movimiento de válvulas adecuado en el interior de dicho colector. El movimiento de las válvulas se consigue mediante un  mecanismo de distribución. 

## Tipos
| Español                             | Español           | Español                         | Inglés                   |
| Tipo                                | Subtipo           | Distribución de válvula         | Valve gear               |
| ----------------------------------- | ----------------- | ------------------------------- | ------------------------ |
| Oscilante                           |                   |                                 | Reciprocating            |
| Oscilante                           | de Vínculo        |                                 | Link                     |
| Oscilante                           | de Vínculo        | Constante                       | Constant lead            |
| Oscilante                           | de Vínculo        | de Walschaerts (de Heusinger)   | Walschaerts (Heusinger)  |
| Oscilante                           | de Vínculo        | de Deeley                       | Deeley                   |
| Oscilante                           | de Vínculo        | de Young                        | Young                    |
| Oscilante                           | de Vínculo        | de Baguley                      | Baguley                  |
| Oscilante                           | de Vínculo        | de Bagnall - Price              | Bagnall - Price          |
| Oscilante                           | de Vínculo        | de Patente de Isaacson          | Isaacson's patent        |
| Oscilante                           | de Vínculo        | de Kingan Ripken                | Kingan Ripken            |
| Oscilante                           | de Vínculo        | Doble excéntrica                | Double eccentric         |
| Oscilante                           | de Vínculo        | de Stephenson                   | Stephenson               |
| Oscilante                           | de Vínculo        | de William T. James             | William T. James         |
| Oscilante                           | de Vínculo        | de Allan                        | Allan                    |
| Oscilante                           | de Vínculo        | de Gooch                        | Gooch                    |
| Oscilante                           | Palanca y vínculo |                                 | Lever and link           |
| Oscilante                           | Palanca y vínculo | de Baker                        | Baker                    |
| Oscilante                           | Radial            |                                 | Radial                   |
| Oscilante                           | Radial            | de Hackworth                    | Hackworth                |
| Oscilante                           | Radial            | de Joy                          | Joy                      |
| Oscilante                           | Radial            | de Marshall                     | Marshall                 |
| Oscilante                           | Radial            | de Brown                        | Brown                    |
| Oscilante                           | Radial            | Sureña                          | Southern                 |
| de Válvula de asiento               |                   |                                 | Poppet                   |
| de Válvula de asiento               |                   | de Caprotti                     | Caprotti                 |
| de Válvula de asiento               |                   | de Leva oscilante de Hugo Lentz | Oscillating cam          |
| de Válvula de asiento               |                   | de Leva rotatoria de Hugo Lentz | Hugo Lentz rotary cam    |
| de Válvula de asiento               |                   | de Leva oscilante de Franklin   | Franklin oscillating cam |
| de Válvula de asiento               |                   | de Leva rotatoria de Franklin   | Franklin rotary cam      |
| de Válvula de asiento               |                   | de Reidinger                    | Reidinger                |
| Conjugada                           |                   |                                 | Conjugating              |
| Conducida por Cadena de ojo de buey |                   |                                 | Bulleid chain driven     |
| de Corliss                          |                   |                                 | Corliss                  |